# Nœud de Knute
Le nœud de Knute est un nœud simple et efficace utilisé principalement pour attacher un cordage à un objet muni d'un trou.  Il est particulièrement utile lorsque le diamètre du trou est à peine supérieur à deux fois celui du cordage utilisé. Ce nœud est apprécié pour sa facilité de réalisation et sa solidité.
Le nom "Knute" a des origines enracinées dans la culture scandinave et particulièrement dans la mythologie nordique. Il dérive du vieux norrois "Knútr," qui signifie "nœud" ou "faire un nœud".

## Réalisation
Il est fréquemment employé pour fixer des cordons à des objets divers dans des contextes où une attache sûre est nécessaire. Par exemple, il peut être utilisé en marine, en escalade, et dans diverses activités de plein air nécessitant des fixations robustes et fiables.   
Le trou doit avoir un diamètre équivalent à deux fois celui du cordage.L'extrémité du bout doit d'abord être fermée par un nœud en huit. Puis une boucle est passé dans l'orifice de l'objet. Le nœud en huit est ensuite passé dans la boucle pour étreindre l'objet.   
Voici une description simplifiée de la réalisation du nœud de Knute :
1. Passez le bout du cordage à travers le trou de l'objet.
2. Faites une boucle avec le bout libre du cordage.
3. Repassez le bout libre à travers la boucle formée.
4. Serrez fermement pour sécuriser le nœud.

Cette méthode garantit que le nœud reste en place même sous tension.